# Matthias Blum
Matthias Blum ist ein deutscher katholischer Theologe und Pädagoge.

## Leben
Er erwarb das Graecum und Hebraicum an der Kirchlichen Hochschule Bethel und studierte katholische Theologie, Erziehungswissenschaft, Erwachsenenbildung, Psychologie und Soziologie. Mit der Diplomarbeit Die Habermassche Kommunikationstheorie und ihre Bedeutung für die Erziehungswissenschaft erwarb er den Abschluss Diplom-Pädagoge. Bei Rainer Kampling war er von 1996 bis 2008 wissenschaftlicher Mitarbeiter am Seminar für Katholische Theologie. Am 26. Juni 2001 wurde er in katholischer Theologie am Seminar für katholische Theologie der FU Berlin mit einer auslegungsgeschichtlichen Arbeit  '… denn sie wissen nicht, was sie tun' Zur Rezeption der Fürbitte Jesu am Kreuz (Lk 23,34a) in der antiken jüdisch-christlichen Kontroverse promoviert. Nach der Habilitation an der Freien Universität Berlin und Verleihung der Lehrbefähigung für das Fach Erziehungswissenschaft am 28. Mai 2009 mit der Habilitationsschrift Die Antijudaismusfrage in der Pädagogik vor dem Hintergrund der Erziehungstheorie Friedrich Schleiermachers war er von Juni 2009 bis September 2011 stellvertretender Projektleiter und Projektkoordinator des Drittmittelprojektes Neutestamentliche Exegeten der Katholischen Tübinger Schule im 19. Jahrhundert. Die Professur für Exegese und Theologie des Neuen Testaments am Fachbereich Katholische Theologie der Goethe-Universität Frankfurt vertrat er im Sommersemester 2013. Gastprofessor am Seminar für Katholische Theologie der Freien Universität Berlin war er im Wintersemester 2013/2014 und Sommersemester 2014. Seit Mai 2015 forscht er als wissenschaftlicher Mitarbeiter am Arbeitsbereich Zentrum Jüdische Studien Berlin-Brandenburg.
Seine Arbeits- und Forschungsschwerpunkte sind allgemeine Erziehungswissenschaft, Bibeldidaktik, Bildungstheorien vor dem Hintergrund der Antijudaismus-/Antisemitismusfrage in historischer und gegenwärtiger Perspektive, Erziehungsphilosophie, Geschichte der Bibelwissenschaft unter besonderer Berücksichtigung des 19. Jahrhunderts, Geschichte der christlichen Judenfeindschaft und ihre Aufarbeitung, Holocaust education / Erziehung nach Auschwitz, Judentum im katholischen Religionsunterricht, jüdisch-christlicher Dialog, das lukanische Doppelwerk, neue und alte Paulusperspektive, Rezeptionsgeschichte der Bibel, Schleiermacher und Rezeption Schleiermachers, Theorien der Religionspädagogik und Wertebildung / Demokratiepädagogik.

## Schriften (Auswahl)
- als Herausgeber mit Rainer Kampling: Grenzen und Wege (= Spiritualität vor Ort. Band 1). Morus, Berlin 2000, ISBN 3-87554-339-4.
- als Herausgeber mit Rainer Kampling und Andreas Hölscher: Die Grenzgänger. Wie illegal kann ein Mensch sein?. Leske + Budrich, Opladen 2002, ISBN 3-8100-3351-0.
- als Herausgeber mit Andreas Hölscher: Die Kunst der Glaubensvermittlung. Perspektiven zeitgemäßer Religionspädagogik (= Berliner Schriften. Band 17). Morus, Berlin 2002, ISBN 3-87554-347-5.
- als Herausgeber mit Rainer Kampling: Im Angesicht Israels. Studien zum historischen und theologischen Verhältnis von Kirche und Israel (= Stuttgarter biblische Beiträge. Band 47). Verl. Kath. Bibelwerk, Stuttgart 2002, ISBN 3-460-00471-1.
- „… denn sie wissen nicht, was sie tun.“ Zur Rezeption der Fürbitte Jesu am Kreuz (Lk 23,34a) in der antiken jüdisch-christlichen Kontroverse (= Neutestamentliche Abhandlungen, Neue Folge. Band 46). Aschendorff, Münster 2004, ISBN 3-402-04794-2 (zugleich Dissertation, FU Berlin 2001).
- „Ich wäre ein Judenfeind?“ Zum Antijudaismus in Friedrich Schleiermachers Theologie und Pädagogik (= Beiträge zur Historischen Bildungsforschung. Band 42). Böhlau, Köln u. a. 2010, ISBN 978-3-412-20600-0 (zugleich Habilitationsschrift, FU Berlin 2009).
- als Herausgeber mit Rainer Kampling: Zwischen katholischer Aufklärung und Ultramontanismus. Neutestamentliche Exegeten der „Katholischen Tübinger Schule“ im 19. Jahrhundert und ihre Bedeutung für die katholische Bibelwissenschaft (= Contubernium. Tübinger Beiträge zur Universitäts- und Wissenschaftsgeschichte. Band 79). Steiner, Stuttgart 2012, ISBN 3-515-10199-3.